# Ronco Scrivia
Ronco Scrivia (Ronco in ligure) è un comune italiano di 4 191 abitanti della città metropolitana di Genova in Liguria.

## Geografia fisica
(Hermann Hesse, Dall'Italia e racconti italiani, 1901)

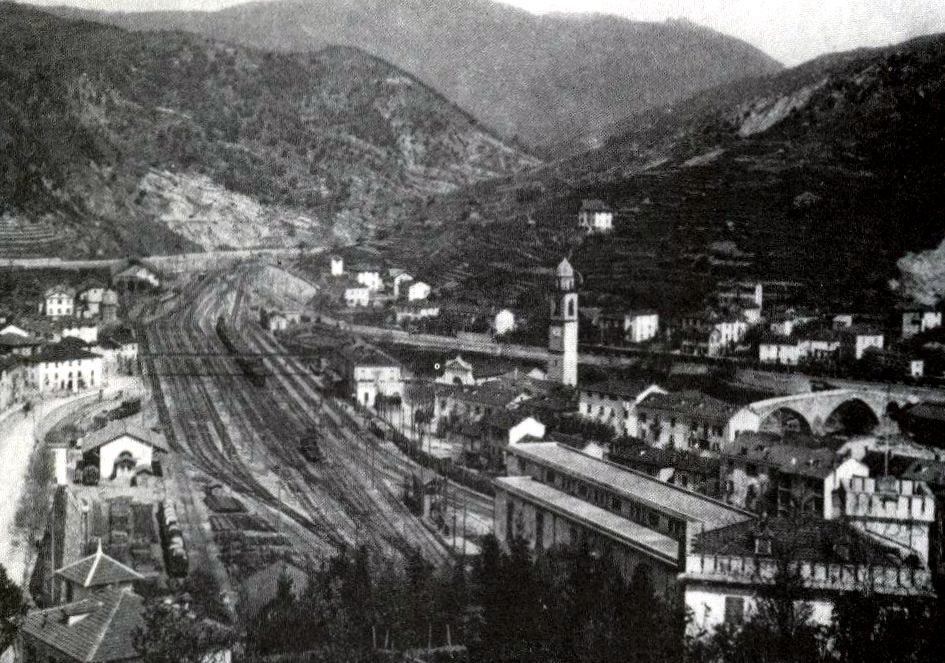
La cittadina e la linea ferroviaria in una fotografia di inizio Novecento.

Il territorio comunale è situato nell'alta valle Scrivia su una piana alluvionale in corrispondenza di una doppia ansa del torrente Scrivia ed è chiuso sui due lati del corso d'acqua da numerosi rilievi, tra cui il più alto è il monte Reale (902 m s.l.m.) Si trova a nord di Genova.
Tra le vette del territorio il bric dell'Aiuola (873 m), il monte Porale (836 m), il bric Rebora (822 m), il monte Refin (811 m), il bric degli Alberi (795 m), il bric Roncobari (654 m), il monte Zuccaro (651 m), il bric Baldin (594 m), il bric Moian (549 m).
Sulle alture sono situate molte piccole località frequentate soprattutto per la villeggiatura e ancora abitate da allevatori e coltivatori diretti.
È separato dalla costa ligure dalla catena degli Appennini, che rendono il clima di Ronco diverso da quello della riviera di Levante, e causando in particolare inverni maggiormente rigidi con più frequenti nevicate.
Tra i territori di Busalla, Ronco Scrivia e Fraconalto (AL) è stato realizzato tra il 1970 e il 1977 il lago artificiale della Busalletta.

## Storia

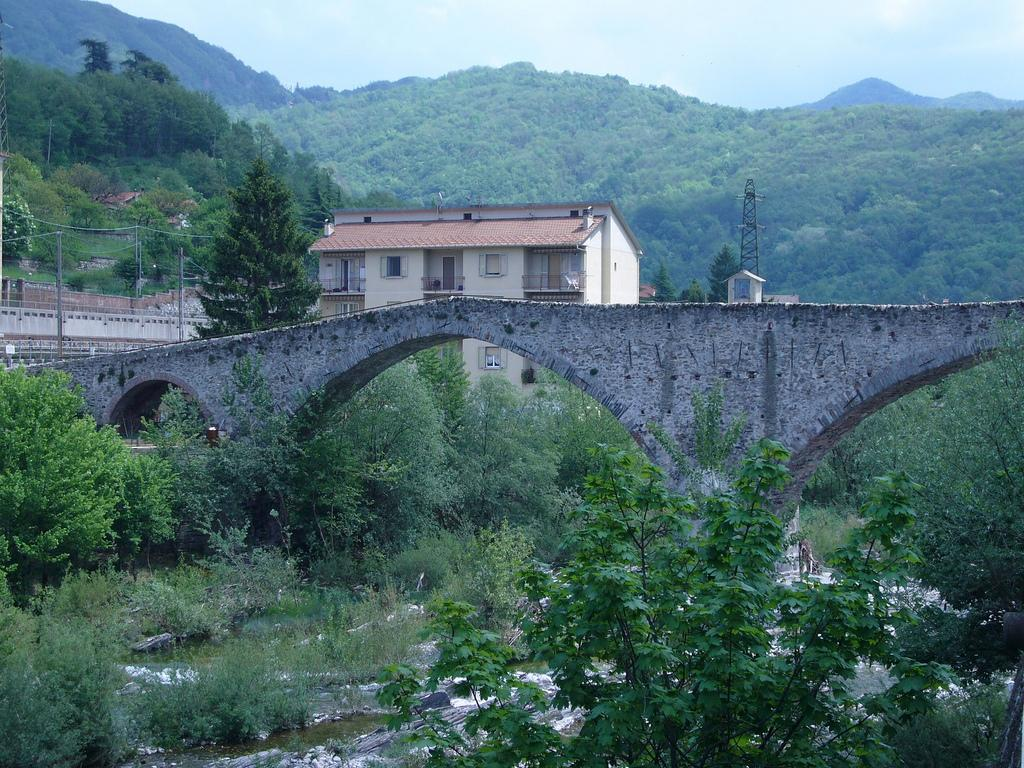
Ponte sullo Scrivia

Ronco Scrivia ha poco più di 200 anni come entità comunale, ma vanta una storia quasi millenaria, come testimonia anche il toponimo Ronco, che deriverebbe dal verbo latino-medievale runcare, "dissodare nuove terre sino ad allora incolte".
Dei trascorsi romani è giunto solo il toponimo "via Postumia", ancora oggi la via più antica del vecchio borgo di Villavecchia, che pare ricalchi – per un tratto almeno – il tracciato romano della via Consolare Postumia che da Genova portava ad Aquileia passando per Libarna; oggi gli scavi del sito di Libarna, nel territorio di Serravalle Scrivia, costituiscono il principale sito archeologico del Basso Piemonte. 
Un primo insediamento è databile intorno all'anno 1000; il nome Ronco è infatti citato per la prima volta in un documento del 1127 relativo all'accordo tra i Signori di Pobbieto e i Consoli di Genova. Il primario borgo venne ben presto assoggettato al potere temporale dei vescovi di Tortona, che mantennero il possedimento delle terre fino al XIII secolo.
Da tale secolo la proprietà del feudo imperiale di Ronco fu acquisita dalla famiglia Spinola, intrecciando la sua storia ai vicini borghi e villaggi dell'alta valle Scrivia. Un importante fatto storico accadde nel 1242, quando il podestà di Genova, per contrastare le probabili alleanze tra Guglielmo Spinola, signore delle terre feudali imperiali, e l'imperatore Federico II di Svevia, sconfinò nelle terre ronchesi per assediarne i borghi e quindi sottometterli al potere genovese. Vittoriosi, i soldati genovesi conquistarono gli importanti centri di Ronco, Savignone, Costapelata e Busalla.

La dominazione della Repubblica di Genova a Ronco, ma anche in altre località dell'alta valle Scrivia, non ebbe però esito facile e duraturo, tanto che già nel 1249 la comunità feudale ronchese ritornò sotto la signoria degli Spinola.

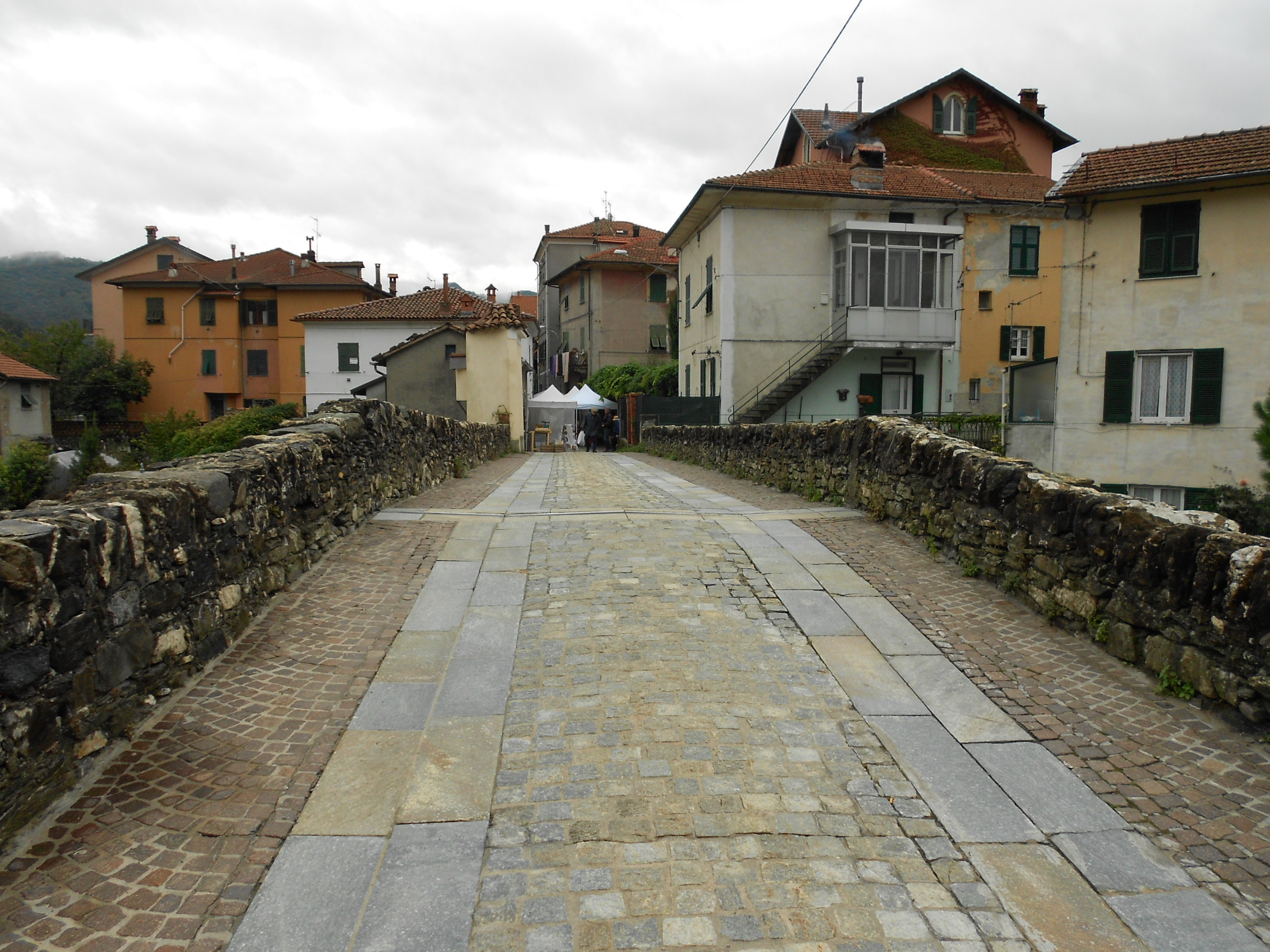
Antico ponte romano all'ingresso di via Postumia

Testimonianza del passato feudale ronchese sono oggi le vestigia dei castelli di Ronco - poco più di un toponimo ormai - e di Borgo Fornari attualmente di proprietà comunale il primo e recentemente ristrutturato il secondo (i lavori sono terminati nel 2012). La zona deve comunque i suoi più pregevoli monumenti al periodo aureo del marchesato Spinola (metà del Seicento) quando il marchese ottenne il permesso dall'imperatore Ferdinando III d'Asburgo di battere moneta presso la locale zecca. Ad allora risalgono la chiesa parrocchiale di San Martino, l'oratorio di San Giacomo, il palazzo marchionale (oggi sede del municipio), lo stesso ponte monumentale (a lungo ritenuto dagli storici locali d'origine medievale), la chiesa parrocchiale di Santa Maria Assunta e l'oratorio di Borgo Fornari.
Del periodo medievale rimane soltanto un'ampia documentazione relativa all'abbazia di Santa Maria al Porale, di cui si conserva soltanto un tardivo affresco del Quattrocento in quella che oggi è la minuscola e assai recente chiesetta di Santa Maria in frazione Porale. Allo stesso periodo fa riferimento la pieve di Borgo Fornari, di cui rimane unicamente il nome, essendo la chiesa attuale risalente al 1600 circa.
Le fasi storiche successive portarono, alternativamente, a nuove dominazioni genovesi e ancora delle famiglie legate ai feudi imperiali; le occupazioni e gli scontri tra feudatari cessarono definitivamente con la soppressione dei feudi stessi a seguito della nuova dominazione napoleonica dal 1797.

Targa in ricordo della medaglia di bronzo conferita a Ronco Scrivia

Con la conquista di Napoleone Bonaparte, Ronco rientrò dal 2 dicembre 1797 nel dipartimento dei Monti Liguri Occidentali, con capoluogo Rocchetta Ligure, all'interno della Repubblica Ligure. Dal 28 aprile del 1798, con i nuovi ordinamenti francesi, Ronco divenne capoluogo del VI cantone della giurisdizione dei Monti Liguri Occidentali e dal 1803 centro principale del VI cantone dei Monti Liguri Occidentali nella giurisdizione del Lemmo. Nel 1804 il comune di Borgo Fornari venne soppresso e unito al comune di Isola del Cantone; due anni dopo venne posto sotto la giurisdizione di Ronco. Annesso al Primo Impero francese, dal 13 giugno 1805 al 1814 venne inserito nel dipartimento di Genova.
Nel 1815 fu inglobato nel Regno di Sardegna, così come stabilì il congresso di Vienna del 1814. Nel 1816 Borgo Fornari fu eretto in comune, ma già nel 1819 l'ente fu soppresso e unito, assieme alla frazione di Pietrafraccia, nuovamente nel comune di Ronco.
Dal 1859 al 1926 il territorio fu compreso nell'VIII mandamento del circondario di Genova, nell'allora provincia di Genova. Nel 1863 il comune assunse l'odierna denominazione di Ronco Scrivia.
Fortemente segnato dalle infrastrutture ferroviarie e stradali, tra la metà dell'Ottocento e gli anni trenta del Novecento il paese venne di fatto "smembrato" in tre spezzoni, compromettendone lo sviluppo urbanistico unitario. Ronco Scrivia divenne, tuttavia, meta di villeggiatura estiva, grazie alla comodità dei collegamenti con il capoluogo genovese, e centro ferroviario di primaria importanza nei collegamenti con il nord Italia.
È questa l'epoca in cui si costruirono le ville che oggi punteggiano il territorio, ultimo esempio d'architettura di pregio in zona, tra le quali villa Davidson a Borgo Fornari. Fu proprio la strategica importanza del nodo ferroviario ronchese la causa prima della distruzione del paese, operata dai bombardieri americani nell'operazione Strangle durante la seconda guerra mondiale.
Dal 1973 al 31 dicembre 2008 Ronco Scrivia ha fatto parte della Comunità montana Alta Valle Scrivia e, con le nuove disposizioni della Legge Regionale nº 24 del 4 luglio 2008, ha fatto parte fino al 2011 della Comunità montana Valli Genovesi Scrivia e Polcevera.

### Simboli
Stemma
Gonfalone

## Monumenti e luoghi d'interesse

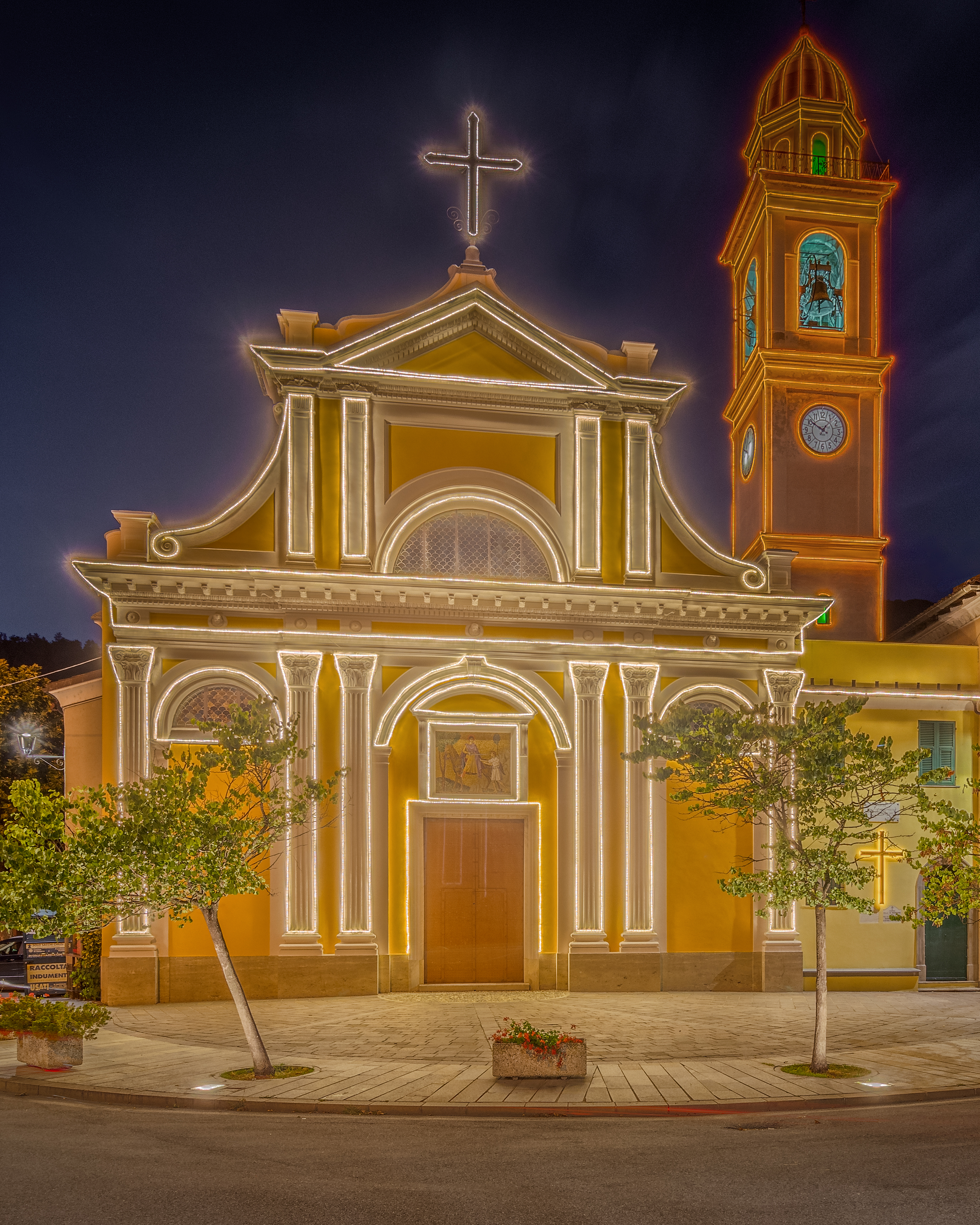
La parrocchiale di San Martino vescovo illuminata per le festività patronali

### Architetture religiose
- Chiesa parrocchiale di San Martino, del XVII secolo, nel capoluogo di Ronco Scrivia. All'interno si conservano tele dei pittori Orazio De Ferrari e Giovanni Lorenzo Bertolotto.
- Oratorio di San Giacomo nel capoluogo di Ronco Scrivia, risalente all'inizio del XVII secolo.
- Cappella di Nostra Signora della Guardia nel capoluogo di Ronco Scrivia. Già in un verbale del 1771 viene citata una pubblica cappella, ma dedicata a san Rocco e probabilmente l'odierno edificio venne poi intitolato alla Madonna della Guardia in data imprecisata.
- Chiesa parrocchiale di Santa Maria Assunta nella frazione di Borgo Fornari. Antica pieve risalente al XII secolo, fu ricostruita nel XVII secolo.
- Oratorio di San Sebastiano, nelle vicinanze della chiesa parrocchiale di Borgo Fornari. Fu eretto alla fine del Quattrocento e ricostruito nel 1777. È tutt'oggi il luogo d'incontro della confraternita di San Sebastiano e della Santissima Trinità. Al suo interno sono conservati due crocifissi processionali e, sull'altare maggiore, è presente un dipinto di Giuseppe Palmieri.
- Cappella di Nostra Signora del Carmine nella frazione di Borgo Fornari.
- Cappella di Sant'Anna nella frazione di Borgo Fornari. Costruita nel 1665 dai fratelli Antonio e Leone Olivieri, fu restaurata nel 1862 e ingrandita nel 1896.
- Cappella di Nostra Signora del Carmine o del Carmelo situata tra Borgo Fornari e la località di Isolabuona. Venne eretta nel 1823 in sostituzione della precedente cappella risalente al 1747. Nel 1885 viene posta sull'altare una statua in marmo della Madonna del Carmine.
- Cappella di Sant'Alberto situata nella località di Chiappari, fu eretta nel 1671.
- Cappella di Nostra Signora della Salute nella località di Giacoboni, edificata nel 1828 dove forse già esisteva un antico luogo di culto andato distrutto in un terremoto.
- Cappella di San Fermo nella località di Isolabuona, la cui prima citazione è in un legato stipulato dal locale Battista Clenci nel 1663.
- Cappella di Nostra Signora della Neve nella località di Minceto, edificata nel 1658; il campanile venne costruito nel 1886.
- Santuario della Madonna della Bastia nella frazione di Pietrafraccia.
- Chiesa parrocchiale di San Michele Arcangelo nella frazione di Pietrafraccia. Già presente nel XVI secolo con la realizzazione del borgo nuovo, l'odierno edificio religioso fu riedificato in un periodo tra il 1750 e il 1780 per le nuove esigenze legate all'accrescere della popolazione.
- Oratorio della Santissima Trinità nella frazione di Pietrafraccia, edificata nel corso del XVII secolo.
- Abbazia di Santa Maria al Porale nell'omonima frazione. Fondata dai monaci cistercensi nel 1208, fu soppressa nel 1481 da papa Sisto IV dopo l'abbandono dei monaci. Nella cappella interna è conservato un affresco del 1446.
- Cappella di San Pantaleo situata nella località di Vallecalda. La primitiva cappella viene nominata in una relazione del vescovo di Novara monsignor Francesco Bossi del 1582. Fu grazie alla volontà di Andrea Percivale, con il permesso della famiglia Spinola, a ricostruire l'originaria cappella ingrandendola nelle forme e aggiungendone arredi nel corso degli anni settanta del XVIII secolo. All'interno si possono ammirare tre quadri rappresentanti san Pantaleo, il Sacro Cuore e la Santissima Vergine, della pittrice Germana Merlo. Accanto alla chiesa è presente il campanile con due campane.[11]
- Santuario di Nostra Signora di Loreto, risalente al 1858, situato sulla cima del monte Reale.

### Architetture civili

La torre del millenario castello di Borgo Fornari

- Palazzo marchionale degli Spinola, il cui primo impianto risalirebbe al XVI secolo e oggi sede del municipio.
- Villa Carpaneto nella frazione di Borgo Fornari. Edificata nel 1880 su commissione di G. B. Carpaneto, negli anni settanta del Novecento venne acquistata dalla Provincia di Genova e divenne una succursale dell'Istituto Tecnico "Giorgi" di Genova. Attualmente è la sede dell'Istituto omnicomprensivo "Valle Scrivia".
- Villa Davidson. Situata nella frazione di Borgo Fornari, in posizione sopraelevata, fu costruita tra il 1909 e il 1910 su progetto di Gino Coppedè. Edificata in stile liberty, assumendo l'aspetto tipico delle ville inglesi, è circondata da un giardino alberato.
- Villa Pittaluga nella frazione di Borgo Fornari. Edificata nel 1914, acquistò notevole importanza durante la seconda guerra mondiale, grazie al rifugio antiaereo scavato sotto la villa che offrì riparo a gran parte della popolazione.
- Villa Sorasio nella frazione di Borgo Fornari. Fu dimora delle sorelle Sorasio, le quali donarono il terreno per la costruzione dell'attuale scuola primaria. Oggi viene chiamata villa Paradiso.
- Villa Argenti nella frazione di Borgo Fornari. Fu di proprietà dell'Ing. Musante, che nel 1948 sostenne le spese per la ristrutturazione dell'asilo infantile.
- Villa Borzone nella frazione di Borgo Fornari, di proprietà della benefattrice Gigetta Borzone.[12]
- Asilo Infantile "Adelina Davidson" nella frazione di Borgo Fornari. Costruito nel 1911 con un notevole contributo da parte della popolazione, era inizialmente intitolato "Asilo Regina Elena". Terminata il secondo conflitto bellico, venne completamente ristrutturato. Il 10 settembre 1948 venne riaperto con la nuova denominazione "Adelina Davidson", in onore della defunta consorte di George Davidson.
- Ponte in pietra sullo Scrivia, risalente al periodo medievale e con struttura a quattro arcate, presso il capoluogo.
- Ponte in pietra sul torrente Ladde, risalente al XIII secolo, presso il capoluogo.

Municipio, già Palazzo marchionale degli Spinola

### Architetture militari
- Castello di Ronco Scrivia, edificato tra l'XI e il XII secolo, residenza nobiliare degli Spinola.
- Castello di Borgo Fornari del XII secolo nella località omonima.

## Società

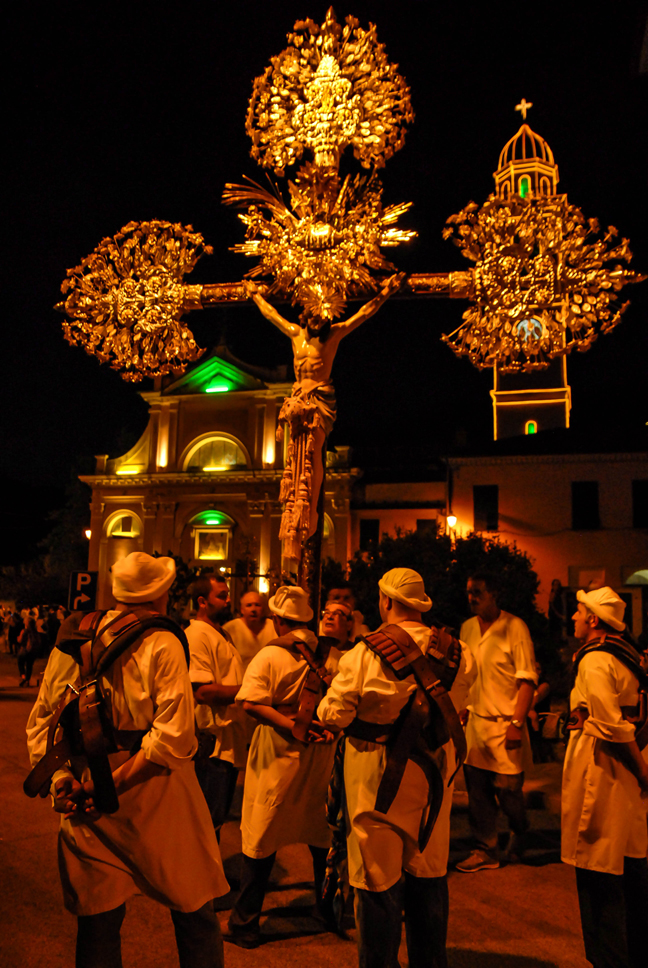
La processione per la festa patronale di Nostra Signora del Carmine a Ronco Scrivia presso la chiesa parrocchiale di San Martino; in particolare la sfilata dei "Cristi" e la chiesa illuminata a festa.

### Evoluzione demografica
Abitanti censiti

### Etnie e minoranze straniere
Secondo i dati Istat al 31 dicembre 2022, i cittadini stranieri residenti a Ronco Scrivia sono 425, così suddivisi per nazionalità, elencando per le presenze più significative:
1. Marocco, 187
2. Romania, 47
3. Nigeria, 43
4. Albania, 35

## Cultura

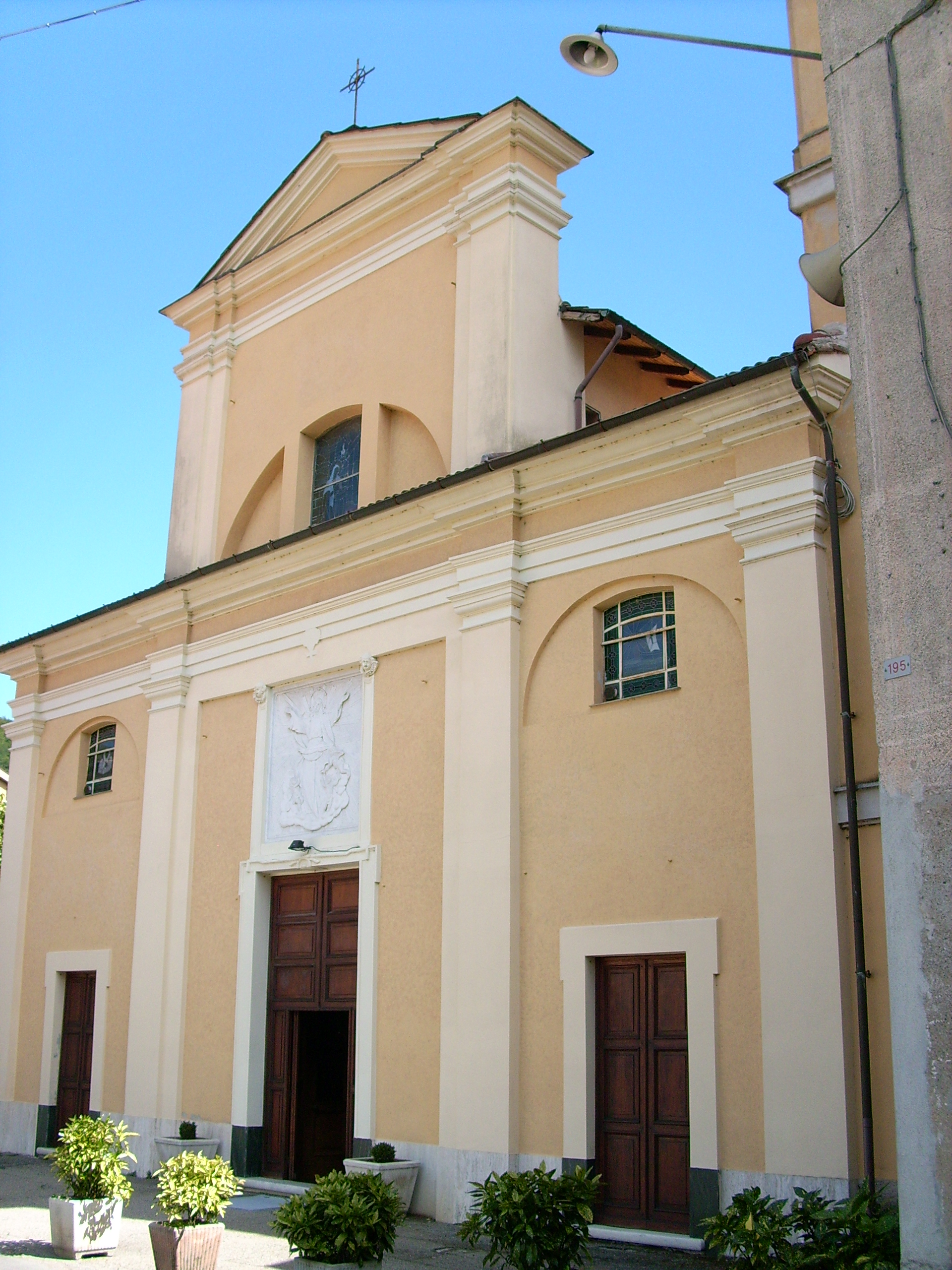
L'antica pieve di Santa Maria di Borgo Fornari

### Istruzione

#### Biblioteche
- Biblioteca civica "Tranquillo Marangoni"[16]. Fondata nel 1974 grazie ad un gruppo di volontari, dal 1987 la biblioteca aderisce al centro sistema bibliotecario della provincia genovese. Gestita dal Centro Servizi Culturali, in convenzione con l'amministrazione civica, dal 1995 i nuovi locali della biblioteca trovano spazio nell'ex sottostazione ferroviaria. Dal 20 ottobre 2007 è intitolata all'incisore e xilografo Tranquillo Marangoni, ospite di Ronco Scrivia fino alla sua morte.

#### Scuole
La frazione di Borgo Fornari è sede dell'istituto omnicomprensivo "Vallescrivia", che comprende i plessi scolastici dei primi due cicli di istruzione distribuiti nei comuni di Ronco Scrivia, Isola del Cantone e Vobbia.

#### Musei
- Museo della santa Benedetta Cambiagio Frassinello.

## Geografia antropica
Il territorio comunale è composto dalle frazioni e località di Banchetta, Borgo Fornari, Cascine, Chiappari, Cipollina, Costa Lazzari, Curlo, Giacoboni, Isolabuona, Malvasi, Minceto, Panigasse, Pietrafraccia, Porale, Tana d'Orso e Vallecalda, per un totale di 30,11 km². Il territorio comunale è interamente compreso nel parco naturale regionale dell'Antola.
Confina a nord con il comune di Isola del Cantone, a sud con Busalla e Savignone, ad ovest con Voltaggio e Fraconalto (entrambi in provincia di Alessandria) e ad est con Isola del Cantone e Busalla.

## Economia
Le principali attività economiche del paese sono la produzione agricola e nel settore della piccola e media industria; nella prima vengono prodotti e coltivati cereali, ortaggi e frutta; le industrie sono attive nei settori alimentare, meccanica, chimica, farmaceutica, petrolchimica, delle carpenterie metalliche, dei serramenti e della lavorazione del marmo. Sono altresì praticati la floricoltura e l'allevamento.

## Infrastrutture e trasporti

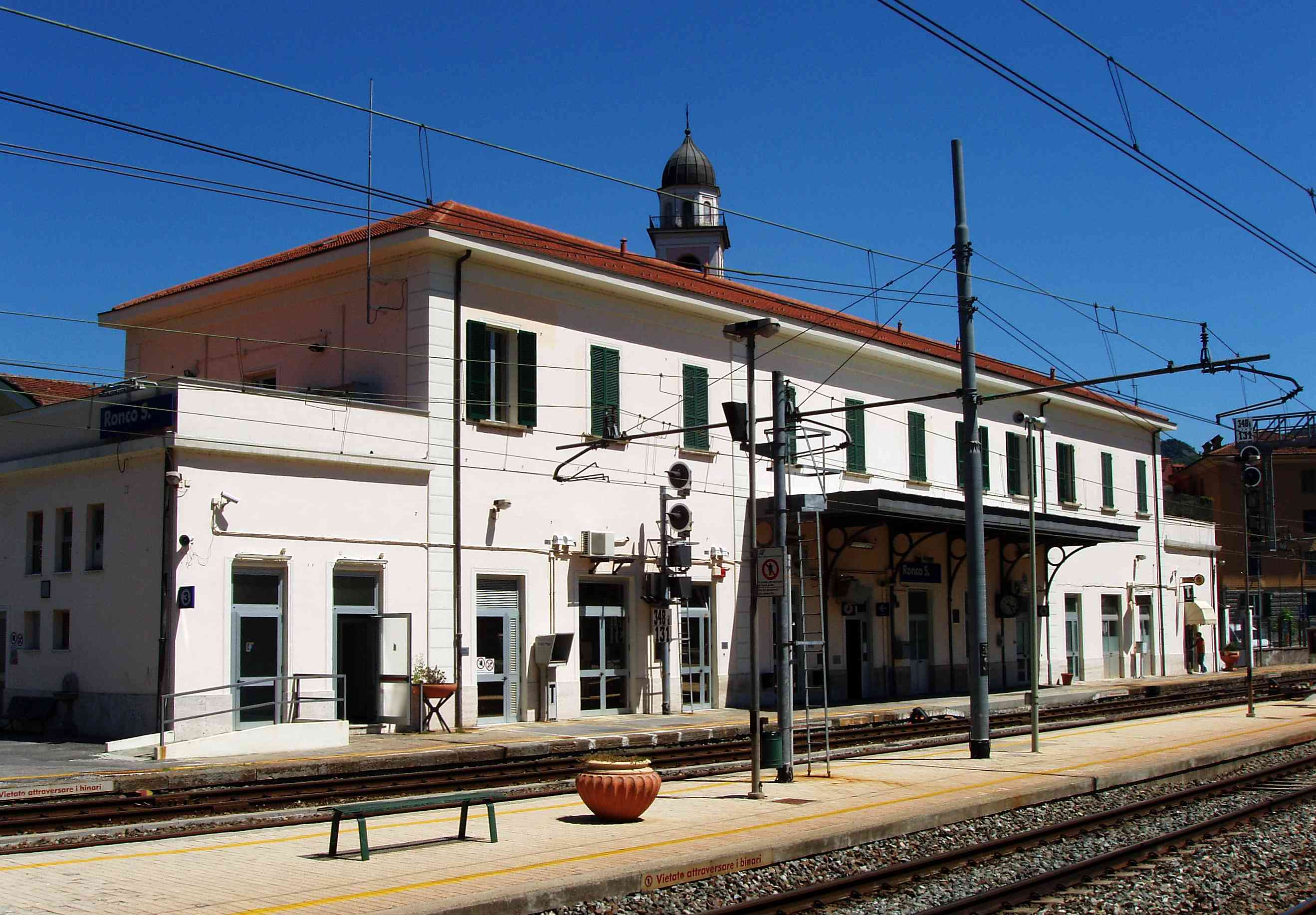
La stazione di Ronco Scrivia

### Strade
Il centro di Ronco Scrivia è attraversato principalmente dalla strada statale 35 dei Giovi che gli permette il collegamento stradale con Isola del Cantone, a nord, e Busalla a sud. Un ulteriore collegamento viario del territorio è la provinciale 53 di Bastia che, dopo aver attraversato le frazioni di Pietrafraccia e Bastia, sconfina nel comune di Busalla e alle sue frazioni collinari.
È raggiungibile anche grazie al proprio casello autostradale sull'autostrada A7.

### Ferrovie
La stazione di Ronco Scrivia è la fermata ferroviaria più vicina sulla linea Torino-Genova (storica) e Succursale dei Giovi.
Di notevole importanza fu la costruzione della galleria ferroviaria sulla linea Genova -Milano che fu un'opera imponente per l'epoca, lunga più di 8 chilometri, scavata nella roccia con imbocco proprio a Ronco.

### Mobilità urbana
Dal comune di Busalla  un servizio di trasporto pubblico locale gestito dall'AMT garantisce quotidiani collegamenti bus con Ronco Scrivia e per le altre località del territorio comunale.

## Amministrazione
| Periodo           | Periodo           | Primo cittadino   | Partito                                            | Carica         | Note   |
| ----------------- | ----------------- | ----------------- | -------------------------------------------------- | -------------- | ------ |
| 8 dicembre 1985   | 24 maggio 1991    | Silvio Barbieri   | PSI                                                | Sindaco        |        |
| 24 maggio 1991    | 16 novembre 1993  | Tomaso Tavella    | PSI                                                | Sindaco        |        |
| 16 novembre 1993  | 18 ottobre 1995   | Luigi Faglioni    | Indipendente                                       | Sindaco        |        |
| 18 ottobre 1995   | 10 giugno 1996    | Pasquale Gioffrè  |                                                    | Comm. straord. |        |
| 10 giugno 1996    | 17 aprile 2000    | Gian Luigi Sacchi | lista civica di centro-sinistra                    | Sindaco        |        |
| 17 aprile 2000    | 5 aprile 2005     | Gian Luigi Sacchi | lista civica di centro-sinistra                    | Sindaco        |        |
| 5 aprile 2005     | 30 marzo 2010     | Simone Franceschi | lista civica di centro-sinistra                    | Sindaco        |        |
| 30 marzo 2010     | 1º giugno 2015    | Simone Franceschi | Il paese insieme (lista civica di centro-sinistra) | Sindaco        | [ 18 ] |
| 1º giugno 2015    | 22 settembre 2020 | Rosa Olivieri     | Insieme per il paese (lista civica)                | Sindaco        |        |
| 22 settembre 2020 | in carica         | Rosa Olivieri     | Insieme per il paese (lista civica)                | Sindaco        |        |

### Altre informazioni amministrative
Ronco Scrivia fa parte dell'Unione dei comuni dello Scrivia.

## Sport

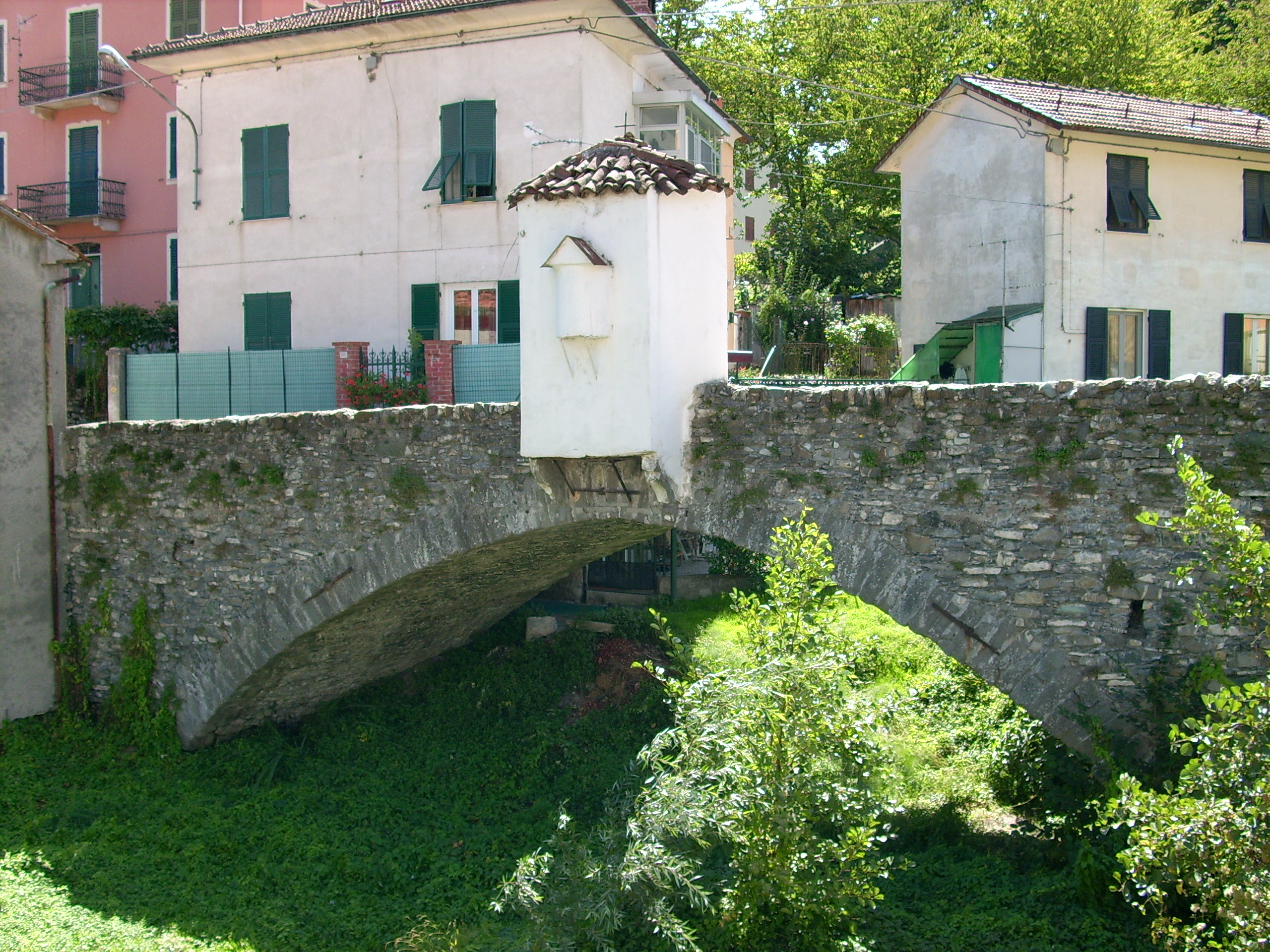
Ponte sul Rio Ladde

Particolarmente animato da sagre e feste paesane durante l'estate, Ronco Scrivia offre la possibilità di praticare numerosi sport. Oltre a tennis, nuoto e pallanuoto (U.S. Nuoto Vallescrivia militante in Serie A2 Girone Nord), equitazione, bocce e pétanque, per cui esistono apposite attrezzature, il territorio è particolarmente adatto per la pratica di mountain bike, trial, torrentismo o per la più tranquilla pesca. Di recente è inoltre la realizzazione del kartodromo Pista Ronco Kart, che offre anche la possibilità di partecipare ed organizzare corsi di guida sicura e manifestazioni motoristiche.
L'A.S.D. Vallescrivia 2018, militante nel campionato di Promozione, sorta dopo la precedente A.S.D. Ronchese 1916 che aveva festeggiato nel 2016 i suoi 100 anni di storia. L'impianto sportivo ronchese si presenta con un campo in erba naturale, sul quale occasionalmente si è allenato anche il Genoa durante il ritiro estivo, ed uno in erba sintetica.